# English Racing Automobiles

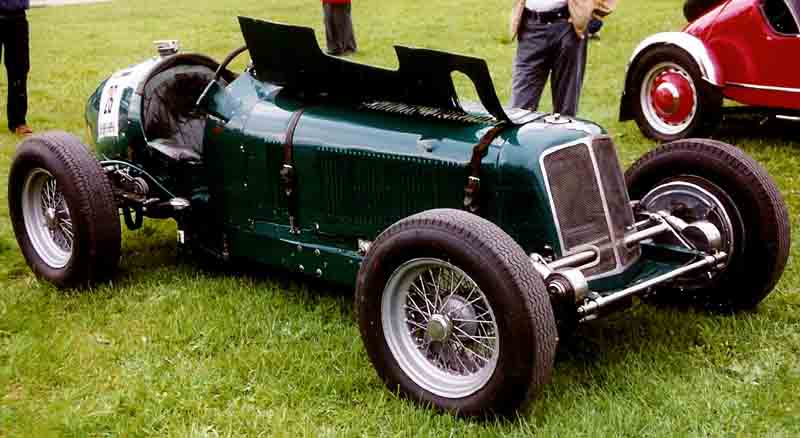
ERA B-Type

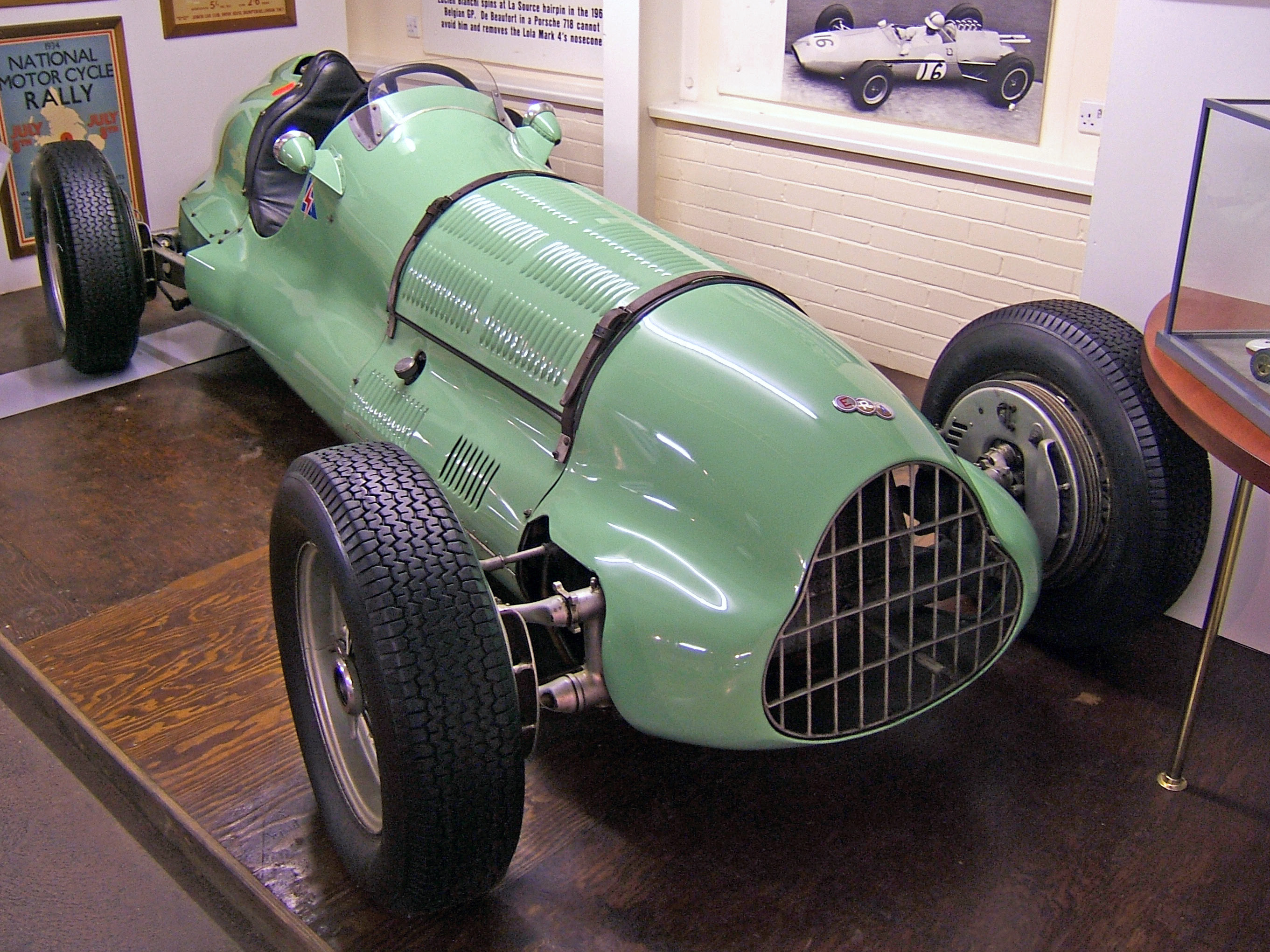
ERA E-Type

English Racing Automobiles, förkortat ERA, var en brittisk tillverkare av tävlingsbilar, verksam mellan 1933 och 1954.

## Historik
Den brittiska bilindustrin led under mellankrigstiden av en anmärkningsvärd brist på framgångar inom internationell bilsport. Enda ljusglimten var Bentleys vinster på Le Mans, men efter 1930 var det slut även på det. ERA startades i Lincolnshire i november 1933 av Raymond Mays, Humphrey Cook och Peter Berthon, med målsättningen att tillverka och tävla med en brittisk Grand Prix-bil. Utan uppbackning från en stor tillverkare insåg man det lönlösa i att försöka konkurrera i högsta klassen. Därför satsade ERA på den mindre voiturette-klassen, med kompressormatade 1,5-litersmotorer.
ERA A-Type presenterades i maj 1934. Motorn baserades på en Riley-konstruktion, med två högt liggande kamaxlar i motorblocket, som styrde ventilerna via korta stötstänger. Den fick en kraftigare vevaxel och ett nytt cylinderhuvud i aluminium, för att klara krafttillskottet från kompressorn. Motorn fanns i tre storlekar: 1.1, 1.5 och 2 liter. Den var kopplad till en förväljarlåda från Armstrong Siddeley. Chassit var enkelt, med stela hjulaxlar upphängda i längsgående bladfjädrar. Senare tillkom den enklare B-Type, avsedd att sälja till privatförare. ERA byggde fyra stycken A-Type och tretton stycken B-Type. 1937 uppgraderades A-Type till C-Type, med individuell hjulupphängning fram och hydrauliska bromsar. Dessa bilar var mycket framgångsrika i voiturette-klassen.
Till säsongen 1938 presenterade ERA den helt nykonstruerade E-Type, med individuell framvagn och De Dion-axel bak, konventionell växellåda och upptrimmad motor. Företaget hade ont om pengar och kunde inte utveckla bilen för att matcha de italienska konkurrenterna. Endast två bilar byggdes före andra världskrigets utbrott.
Efter kriget gick Mays och Berthon vidare till BRM och ERA såldes till racerföraren Leslie Johnson, tillsammans med E-Type-bilarna. Modellen hade vissa framgångar under de första efterkrigsåren, främst i tävlingar på hemmaplan.

## Formel 1
Till den första Formel 1-säsongen 1950 uppgraderades E-Type till G-Type, men den gamla konstruktionen var inte konkurrenskraftig. Säsongen 1952 kördes VM med Formel 2-bilar med tvåliters sugmotorer. ERA uppgraderade sina bilar en sista gång med Bristol-motorer och kämpade vidare ytterligare ett par säsonger, innan verksamheten slutligen upphörde 1954. Varumärket ERA ägs idag av en brittisk kit car-tillverkare.

### F1-säsonger
| Säsong | Tävlingsnamn                    | Bil        | Motor          | Poäng | Förare 1      |
| ------ | ------------------------------- | ---------- | -------------- | ----- | ------------- |
| 1952   | English Racing Automobiles Ltd. | ERA G-Type | Bristol 2.0 L6 | 0     | Stirling Moss |

### Andra stall
| Stall              | Säsong | Konstruktör | Antal lopp |
| ------------------ | ------ | ----------- | ---------- |
| Bob Gerard         | 1950   | ERA         | 2          |
| Bob Gerard         | 1951   | ERA         | 1          |
| Cuth Harrison      | 1950   | ERA         | 3          |
| Peter Walker       | 1950   | ERA         | 1          |
| TASO Mathieson     | 1950   | ERA         | 1          |
| Brian Shawe Taylor | 1951   | ERA         | 1          |